# Тарапака
Тарапака́ (исп. Tarapacá) — административный регион на севере Чили. 
Включает в себя 2 провинции.
Территория — 42 225,8 км². Численность населения — 330 558 жителей (2017). Плотность населения — 7,83 чел./км².
Административный центр — город Икике.

## Расположение
Область расположена между Тихим океаном и границей с Боливией. Вторая с севера область Чили.
Область граничит:
- на севере — область Арика-и-Паринакота
- на востоке — департаменты Оруро и Потоси (Боливия)
- на юге — область Антофагаста
- на западе — Тихий океан

## География
Холодное тихоокеанское течение Гумбольдта охватывает береговую линию области Тарапака, делая климат области засушливым и бесплодным. Прибрежная низменная зона очень мала, только возле Икике и Писагуа эта зона несколько увеличивается. Около побережья множество маленьких гор и холмов, называемых Ла-Коста, которые уходят дальше на юг Чили. Восточнее Ла-Коста начинается промежуточная зона между побережьем и Андами, называемая Пампа-дель-Тамаругаль, которая состоит из обширных, бесплодных и засушливых плато, высота которых больше, чем 3000 метров (больше, чем 10 000 футов) выше уровня моря. Растительность недостаточна из-за засушливого климата и солености почвы. В этой зоне расположено много солончаков и соляных озёр. Здесь начинается пустыня Атакама, уходящая далее на юг. На востоке, по вершинам Анд, проходит граница с Боливией. Горная система Анд разделяется здесь на более высокую восточную цепь и более низкую западную. Бассейны древних озёр этой зоны содержат ценные запасы соли. Здесь находятся некоторые вулканы, которые поднимаются на 5000 метров высоты, такие, например, как Ислуга. Плоскогорье, которое помещено между восточным и западным хребтами, обладает средней высотой 4000 метров. Здесь находится лагуна Уантиха и соляные озера Уаско и Копоса. В этих районах достаточно богатый животный мир. Можно выделить таких животных, как лама, гуанако, викунья, альпака и птицы фламинго.
Климат между берегом, пампасами и плоскогорьем очень сильно различается. На берегу температурные колебания небольшие ввиду эффекта, произведенного морем, держась в течение всего года между 20 °C и 25 °C. Плоскогорье представляет очень резкие изменения температуры: от +30 °C днем, до −30 °C ночью. В пустыне все происходит сходно, но никогда не бывает таких низких температур.
Осадки очень редки, но и те немногие проходят обычно в Андах в течение южного лета (в феврале).

### Основные реки
- Тана

### Заповедники
- Национальный заповедник Пампа-дель-Тамаругаль
- Национальный парк Вулкан Ислуга

## История

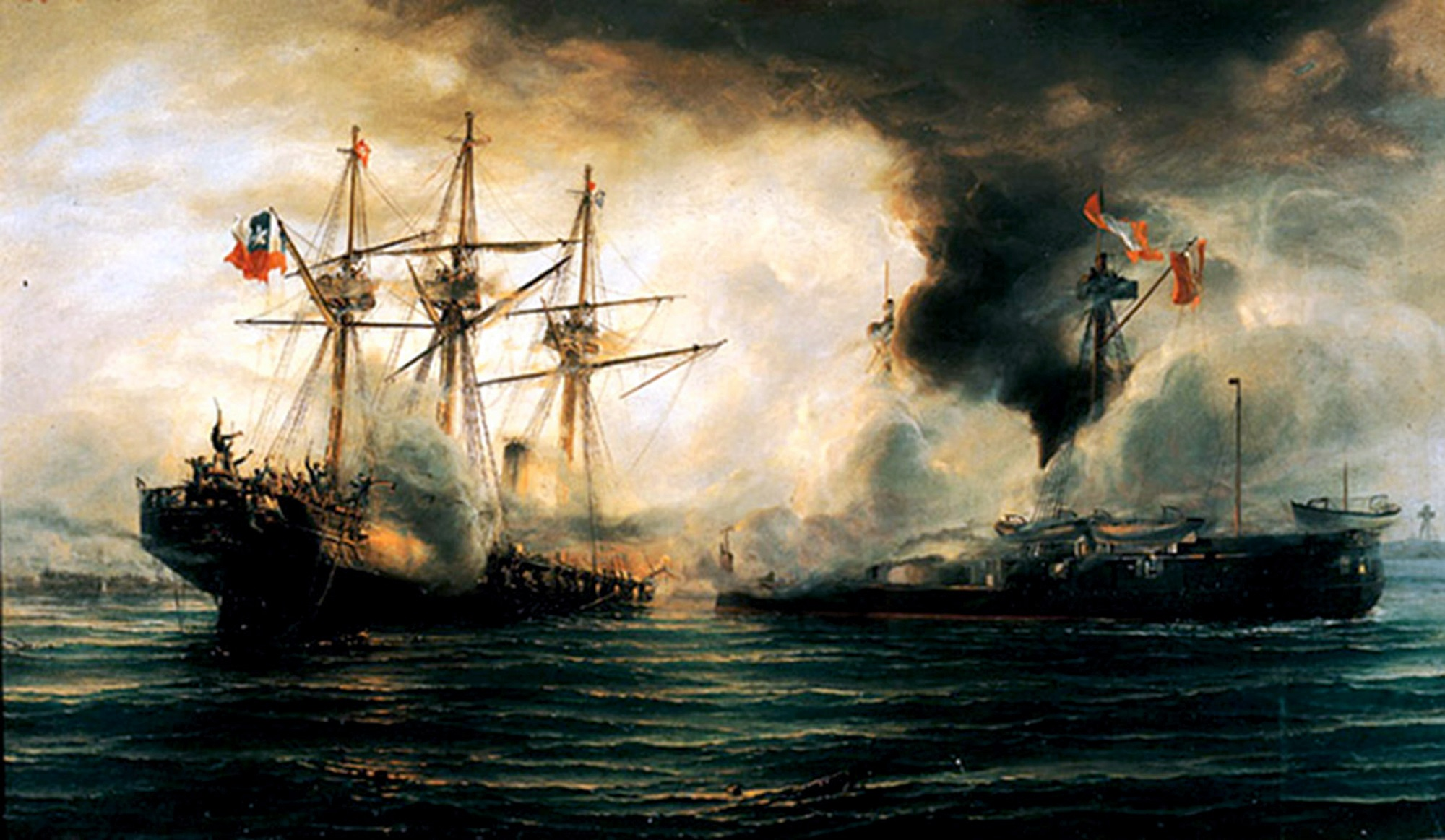
Морское сражение при Икике

Древние петроглифы были обнаружены в области Тарапака, которые свидетельствуют о длинной истории жизни человека в этих местах.
Этот район был населен различными туземными индейскими культурами, среди которых можно выделить чинчорро, аймара, уро и каманчако. Индейцы чинчорро населяли берег, близкий к Арике, и были первой народностью в мире, которая смогла реализовать процесс мумификации. На этой земле остаются много следов древних геоглифов, возраст которых составляет от шестисот до тысячи лет.
Эта область была присоединена к Империи Инков во время правления правительства Тупак Инка Юпанки.
Район входил в состав Империи Инков вплоть до испанской колонизации, когда была создана провинция Арика в составе Вице-королевства Перу. С независимостью Перу в 1821 г. район вошёл в департамент Арекипа, потом в 1857 г. в департамент Мокегуа и в 1877 г., в конце концов, получил статус департамента Тарапака.
Со вступлением Чили, Перу и Боливии в Тихоокеанскую войну в 1879 г. департамент стал основным театром боевых действий. Морское сражение при Икике, 21 мая того же года, было началом противостояния между чилийскими войсками и союзническими. Поражение Чили в сражении при Тарапаке не задержало чилийские войска, которые нанесли поражение союзнической армии в нескольких сражениях, последнее из которых произошло близ Арики 7 июня 1880 г. Вслед за этим сражением Чили стала контролировать перуанские департаменты Тарапака и Такна.

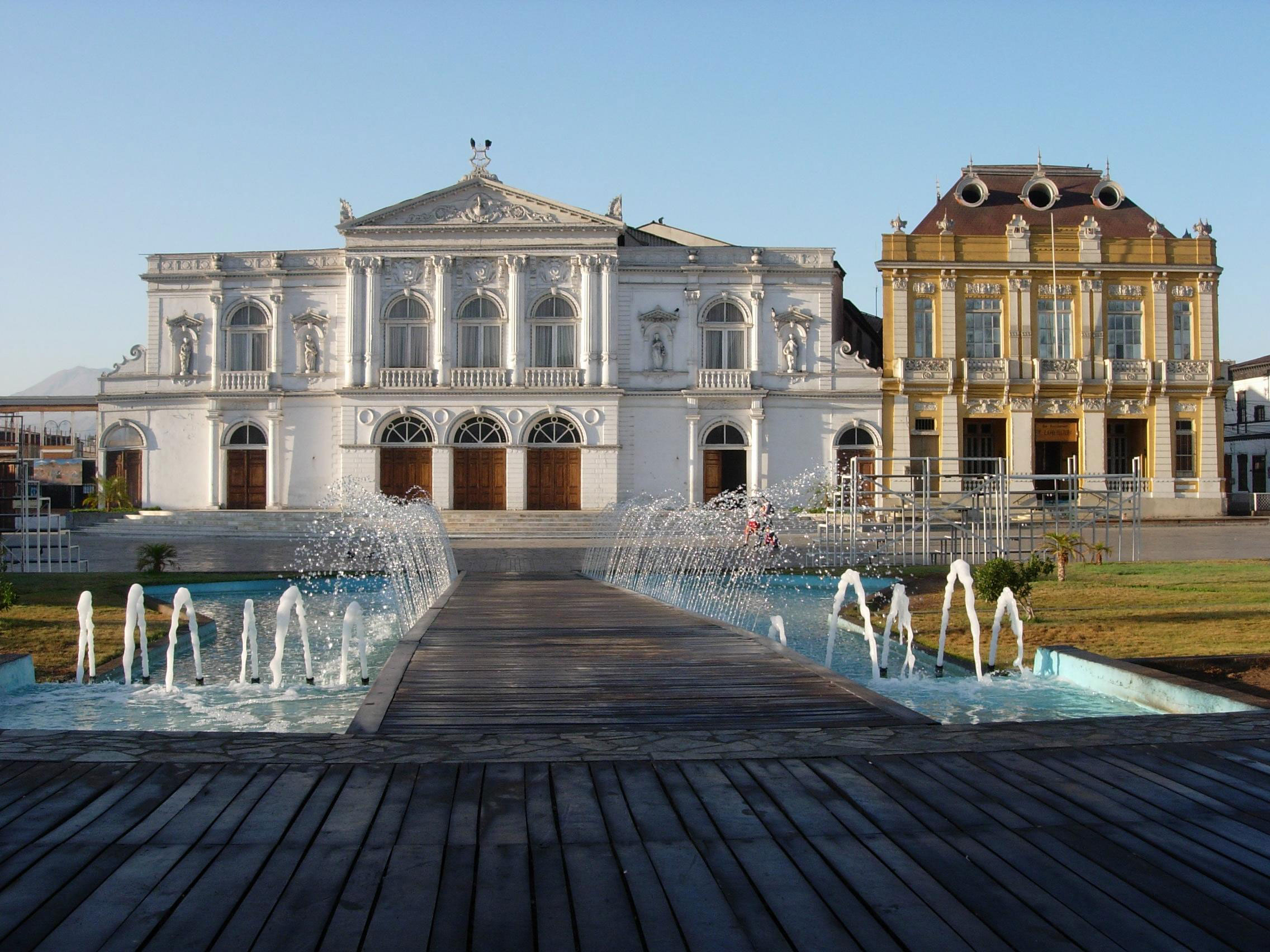
Муниципальный театр Икике

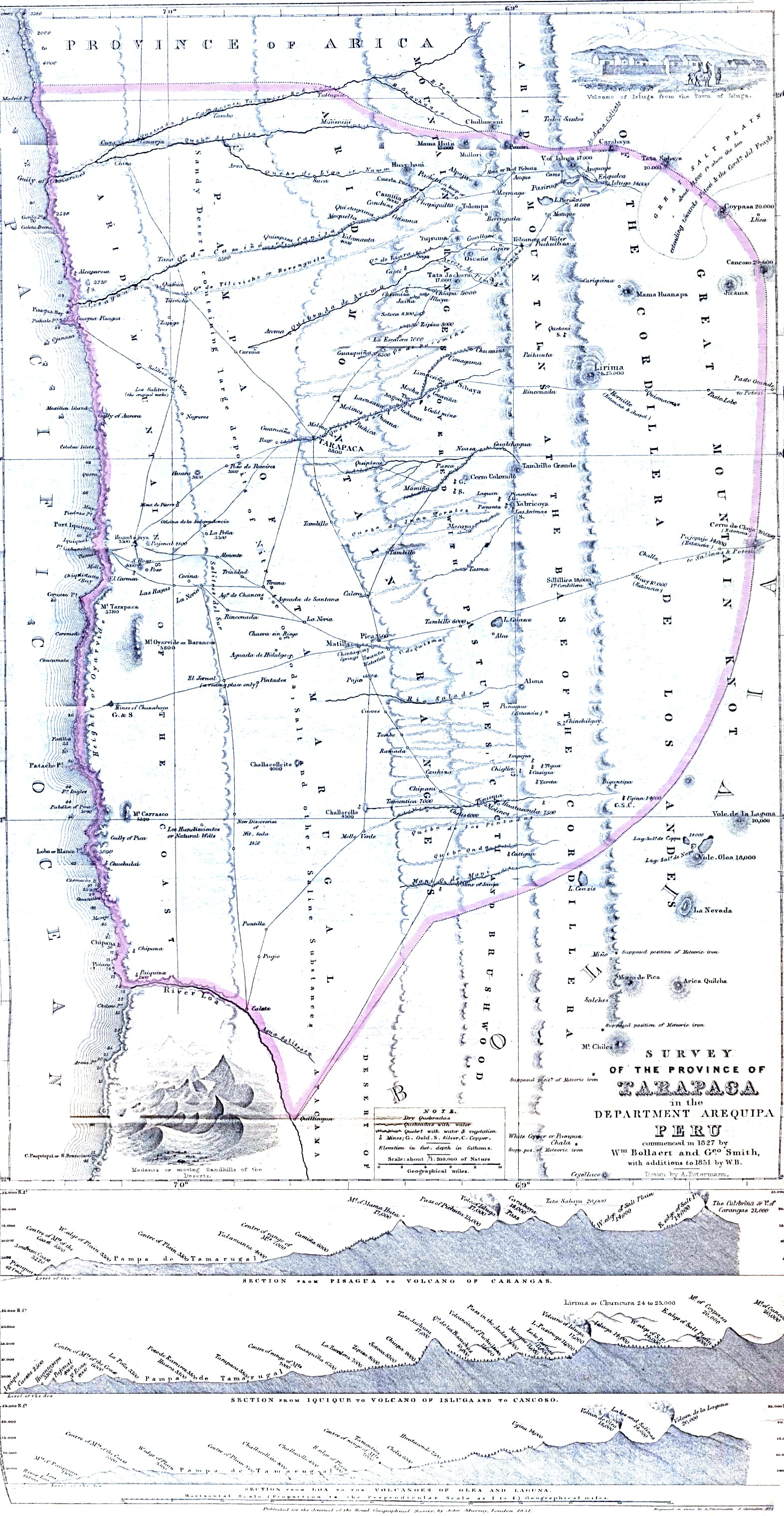
Область Тарапака. Карта 1851 года.

По Анконскому договору (1883) область Тарапака отошла к Чили, а области Арика и Такна — под временное управление Чили, до осуществления плебисцита. Этот плебисцит никогда не был реализован, но был подписан Лимский договор 1929 г., по которому Такна вернулась под управление Перу, а область Арика перешла к Чили.
Рост добычи селитры способствовал развитию области Тарапака. Писагуа и Икике превратились в большие порты, и образовалось много компаний, связанных с производством селитры. Экономика региона расцветала и приносила большие доходы в чилийский бюджет в промежутке между концом XIX века и началом XX века. Однако большинство предприятий было в европейском и североамериканском владении, и рабочие предприятий жестко эксплуатировались. Прошло несколько протестных выступлений рабочих, из которых можно отметить печально знаменитую резню при школе Санта-Мария в Икике (1907 г).
Но подъём экономики закончился в середине двадцатых годов, принося экономический хаос в регионе, при сильном голоде и закрытии тысяч маленьких предприятий, которые распространились по всей пустыне.
В середине 2005 г. мощное землетрясение магнитудой 7,9 по шкале Рихтера, с эпицентром в окрестностях населенного пункта Каминья, разрушило маленькие поселки, расположенные во внутренних районах области.
Существование двух больших городов в регионе провоцировало вечное соперничество между Арикой и Икике. Годы борьбы со стороны жителей Арики привели к тому, что было объявлено о создании области Арика-и-Паринакота, которая объединяет провинции Арика и Паринакота, в то время как провинция Икике разделилась на две части. 9 октября 2007 г. в акте, подписанном в поселке Умберстоун, была образована провинция Тамаругаль.

## Демография
Согласно сведениям, собранным в ходе переписи 2017 г.  Национальным институтом статистики (INE),  население области составляет:
| Полное население                         | Полное население                         | Полное население                         | Полное население                         | Полное население                         | 330 558 |
| ---------------------------------------- | ---------------------------------------- | ---------------------------------------- | ---------------------------------------- | ---------------------------------------- | ------- |
| в том числе:                             | Городское население                      | 310 065                                  | Процент городского населения, %          | 93,80                                    |         |
|                                          | Сельское население                       | 20 493                                   | Процент сельского населения, %           | 6,20                                     |         |
|                                          | Мужское население                        | 167 793                                  | Процент мужского населения, %            | 50,76                                    |         |
|                                          | Женское население                        | 162 765                                  | Процент женского населения, %            | 49,24                                    |         |
| Плотность населения, чел/км²             | Плотность населения, чел/км²             | Плотность населения, чел/км²             | Плотность населения, чел/км²             | Плотность населения, чел/км²             | 7,83    |
| Население области в % к населению страны | Население области в % к населению страны | Население области в % к населению страны | Население области в % к населению страны | Население области в % к населению страны | 1,88    |

| Динамика изменения населения региона | Динамика изменения населения региона | Динамика изменения населения региона | Динамика изменения населения региона |
| ------------------------------------ | ------------------------------------ | ------------------------------------ | ------------------------------------ |
| 1992                                 | 2002                                 | 2012                                 | 2017                                 |
| 339 579                              | 428 594▲                             | 300 021▼                             | 330 558▲                             |

## Важнейшие населенные пункты[5]
| № | Населённый пункт | Населённый пункт (исп.) | Категория | Население чел. (2017) | На карте                        |
| - | ---------------- | ----------------------- | --------- | --------------------- | ------------------------------- |
| 1 | Икике            | Iquique                 | город     | 188003                | 20°14′11″ ю. ш. 70°08′22″ з. д. |
| 1 | Альто-Осписио    | Alto Hospicio           | город     | 105065                | 20°16′32″ ю. ш. 70°05′52″ з. д. |
| 1 | Посо-Альмонте    | Pozo Almonte            | город     | 9277                  | 20°15′35″ ю. ш. 69°47′10″ з. д. |
| 1 | Пика             | Pica                    | поселок   | 3876                  | 20°29′22″ ю. ш. 69°19′46″ з. д. |
| 2 | Уантахая         | Huantajaya              | поселок   | 2399                  | 20°14′39″ ю. ш. 70°03′33″ з. д. |
| 1 | Уара             | Huara                   | поселок   | 1082                  | 19°59′44″ ю. ш. 69°46′15″ з. д. |

## Административное деление
Область Тарапака состоит из 2 провинций:
- Провинция Икике, административный центр Икике.
- Провинция Тамаругаль, административный центр Посо-Альмонте.

Провинции разделены на 7 коммун.
| Административно-территориальное деление области Тарапака | Административно-территориальное деление области Тарапака |                 |
| --- | -------------------------------------------------------- | --------------- |
| \| Провинция \| Админ.центр \| Коммуна \| \| ------------ \| ------------- \| --------------- \| \| 1 Икике \| Икике \| 1 Альто-Осписио \| \| 1 Икике \| Икике \| 2 Икике \| \| 2 Тамаругаль \| Посо-Альмонте \| 3 Каминья \| \| 2 Тамаругаль \| Посо-Альмонте \| 4 Кольчане \| \| 2 Тамаругаль \| Посо-Альмонте \| 5 Уара \| \| 2 Тамаругаль \| Посо-Альмонте \| 6 Пика \| \| 2 Тамаругаль \| Посо-Альмонте \| 7 Посо-Альмонте \| |                                                          |                 |
| Провинция | Админ.центр                                              | Коммуна         |
| 1 Икике | Икике                                                    | 1 Альто-Осписио |
| 1 Икике | Икике                                                    | 2 Икике         |
| 2 Тамаругаль | Посо-Альмонте                                            | 3 Каминья       |
| 2 Тамаругаль | Посо-Альмонте                                            | 4 Кольчане      |
| 2 Тамаругаль | Посо-Альмонте                                            | 5 Уара          |
| 2 Тамаругаль | Посо-Альмонте                                            | 6 Пика          |
| 2 Тамаругаль | Посо-Альмонте                                            | 7 Посо-Альмонте |

## Экономика
В современные времена экономика области сосредотачивается на ловле рыбы и добыче железа, цинка, меди, серебра и других ископаемых. Местные фермеры выращивают рогатый скот, овец, коз, лам, гуанако и викуньи из-за их мяса и шерсти. Развитие области существенно усилилось с введением здесь зоны свободной торговли. Город Икике — порт, из которого мясо, рыба и руды отправляются на экспорт.

## Транспорт
Через территорию области проходит Панамериканское шоссе.

### Морские порты
- Порт Икике

### Аэропорты
- Диего Арасена интернациональный (близ Икике) — код ICAO: SCDA
- Копоса (в Андах) — код ICAO: SCKP
- Офисина-Виктория — код ICAO: SC